# Witmarsum
Witmarsum es un municipio brasileño del estado de Santa Catarina. Tiene una población estimada al 2022 de 4 255 habitantes. Forma parte de la Región metropolitana del Alto Valle de Itajaí.

## Historia
El municipio fue colonizado por diversos grupos de inmigrantes. Los primeros habitantes llegaron en 1924, siendo soldados [[Inmigración alemana en Brasil]|alemanes]] que huían de la Primera Guerra Mundial y bautizaron a la región como Neue Afrika (Nueva África), pues habían combatido en el continente africano. En 1930, inmigrantes menonitas de Rusia se establecieron en la región y la bautizaron como "Witmarsum", tierra natal de Menno Simons. 
Más tarde, descendientes de italianos pasaron a residir en la región.